# Paulo Maluf
Paulo Salim Maluf, né le 3 septembre 1931 à São Paulo, est un homme politique brésilien. Il est l'ancien chef du Parti progressiste, héritier de l'ARENA, le parti au pouvoir durant la junte militaire de 1964 à 1985. 

## Biographie
Fils d’industriels aisés, il reçoit à ses dix-huit ans sa première voiture, une Jaguar, puis il se rapproche de la dictature.
Paulo Maluf a occupé de nombreuses fonctions comme gouverneur de São Paulo ainsi que la fonction de maire de São Paulo. Il est nommé à ce dernier poste en 1969, remplaçant José Vicente Faria Lima (en) (également membre de l'ARENA), grâce à son amitié avec le maréchal Arthur da Costa e Silva, président du Brésil depuis le coup d'État de 1964. Secrétaire du Transport de l'État de Sao Paulo en 1972, il fut ensuite nommé gouverneur de Sao Paulo en 1978. Il fonde alors la compagnie pétrolière Paulipetro (pt), dont la gestion hasardeuse lui valut par la suite un procès et des accusations de corruption. En 1982, il cède son siège de gouverneur à son allié politique José Maria Marin.
Maluf est élu député fédéral en 1982. Nommé par le Parti démocratique social (PDS), héritier de l'ARENA, pour la candidature à la présidentielle de 1985, il est alors le candidat favori des militaires. Mais sa nomination conduit à une scission au sein du PDS, les adversaires de Maluf fondant le Front libéral et soutenant la candidature de Tancredo Neves, représentant de l'opposition. Au cours d'une conférence en 1989 au sujet d’un violeur et assassin, il déclare que « C’est bon. Il a un désir sexuel, qu’il viole, mais qu’il ne tue pas », s'attirant certaines critiques. 
Malgré de nombreuses tentatives à différents niveaux, il ne parvient à se faire réélire qu'en 1992, à la mairie de Sao Paulo, poste qu'il conservera jusqu'en 1997, où il sera remplacé par son dauphin Celso Pitta (en). En 2001, il a été condamné à verser 500 000 reais d'amende à l'État pour abus de biens sociaux. La plupart des affaires qui le concernent viennent à prescription (ou le sont déjà). Celles-ci ont pu mener des procureurs de New York à le mettre en examen en mars 2007 pour une affaire impliquant des centaines de millions de dollars. Sa réputation sulfureuse a conduit à faire de « malufer » un verbe signifiant voler dans les caisses de l'État . Il fut emprisonné une quarantaine de jours en 2005, mais libéré en raison de son âge (plus de 70 ans) .
En 2006, il parvient toutefois à se faire réélire en tant que député.
En délicatesse avec la justice pour différentes affaires de corruption depuis 1983, il est finalement condamné à une peine de sept ans et neuf mois de prison en 2017 pour des détournements de fonds datant de l’époque où il était maire de Sao Paulo, entre 1993 et 1996. Il est longtemps resté l'un des symboles de l’impunité au Brésil.